# Zabork
Zabork – wieś w Słowenii, w gminie Zreče. 1 stycznia 2018 liczyła 53 mieszkańców.